# E.M.I.T. Aviation
E.M.I.T Aviation (Emit Aviation Consults Ltd.) — израильская компания, специализирующаяся в разработке и производстве тактических  беспилотных систем  (БПЛА).
Компания была создана в 1986 году Эфраимом Менаши, бывшим главным пилотом и пилотом-испытателем подразделения БПЛА (UAV MALAT)  компании «IAI». Штаб-квартира компании находится в промышленной зоне мошава Кадима (Центральный округ Израиля)

## Продукция
- Blue Horizon-1,2 [4][5][6][7][8]

- Butterfly [4][9][10]

- Dragonfly DF 16B, Dragonfly 2000 [11][12][13]

- Mercury 3 [14]

- Sparrow - N [4][15][16]

- Наземные станции контроля, боезаряды [17]